# Bryum sauteri
Bryum sauteri là một loài Rêu trong họ Bryaceae. Loài này được Bruch & Schimp. mô tả khoa học đầu tiên năm 1846.